# Regió de Múrcia
La Regió de Múrcia (oficialment i en castellà, Región de Murcia), és una comunitat autònoma de caràcter uniprovincial de l'Estat espanyol que correspon a la major part del tradicional territori del Regne de Múrcia (amb les divisions provincials del segle xix, però, se'n van traure territoris), format arran de la conquesta cristiana i la colonització del regne —a càrrec de catalans, castellans, i aragonesos fonamentalment— i part històrica de les corones d'Aragó (segle xiii), i de la de Castella (des del segle xiii fins a l'aparició de l'Estat Espanyol). Situada al sud-est de la península Ibèrica, entre Andalusia i el País Valencià, i entre la costa Mediterrània i Castella - la Manxa. La seua capital és la ciutat de Múrcia i altres ciutats importants són Cartagena i Llorca. Antigament una part de la província d'Albacete formava part de la regió, fins que en 1833 la regió fou dividida en dues províncies i en 1982 passà a formar part de l'autonomia manxega.
Gairebé un terç de la població total de Múrcia viu a la seua capital, i la regió és la principal productora de fruites, verdures i flors d'Europa. Hi té vinyars importants prop dels municipis de Bulles, Iecla, i Jumella. El seu territori és càlid, àrid i, malgrat això, la seua agricultura és tradicionalment de regadiu. La provisió d'aigua prové del Segura. El cim de la regió és Revolcadores, a Moratalla, amb 2.014 m.

## Història
Els cartaginesos hi establiren una colònia comercial a la costa de Cartagena, als quals els romans l'anomenaren Cartago Nova. Per als comerciants cartaginesos, el territori muntanyós només era l'àrea d'influència del seu emporium costaner. Sota l'Imperi Romà, Múrcia va formar part de la província de la Hispània Cartaginense. Amb la conquesta àrab, s'hi introduí l'agricultura de regadiu i de latifundis, de la qual la regió encara en depèn. Durant aquesta època constituí el Regne de Todmir, al qual hi formaven part, d'acord amb Idrisi, Oriola, Cartagena, Llorca, Mula, i Chinchilla de Monte-Aragón.

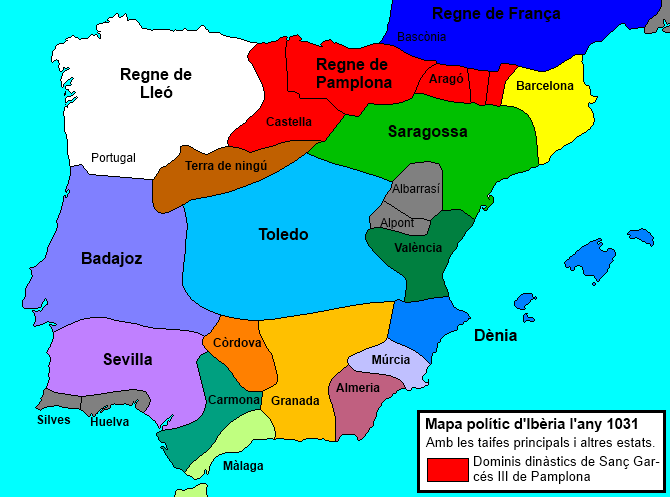
Taifes a l'any 1031.

La Taifa o Regne de Múrcia, va ser un dels regnes en què es va dividir el Califat de Còrdova quan va desaparèixer després de la decadència del Califat omeia. Es va fundar amb capital en Madinat Mursiya (Múrcia), després de la decadència del Califat Omeia de Còrdova en el segle xi. Aquell regne incloïa, a més de l'actual territori de la regió de Múrcia, part de les actuals províncies d'Albacete, província d'Almeria i de la província d'Alacant. Després de la Batalla de Sagrajas el 1086 la dinastia dels Almoràvits es van estendre per totes les taifes i van reunificar Al-àndalus.
Ferran III el Sant va aconseguir el vassallatge del regne musulmà de Múrcia el 1243, entrant el seu fill, el futur Alfons X el Savi, en la capital el 1244. Els successius incompliments d'allò que s'havia pactat a Alcaraz va portar a la sublevació dels musulmans murcians el 1264, sent definitivament sufocada la rebel·lió el 1266 per les tropes de Jaume I el Conqueridor (fonamentalment vingudes de Catalunya), cridat pel seu gendre, el rei castellà. El 1296, aprofitant el conflicte dinàstic del Regne de Castella amb Fernando de la Cerda, el territori va ser conquerit pel rei de la Corona d'Aragó, Jaume II d'Aragó, annexant-lo al Regne de València. Pels pocs anys que va durar el domini catalanoaragonès, aquesta conquesta no tindria la seua rellevància si no fóra per una important repoblació de cristians catalans, que va convertir en minoria els colons castellans de repoblacions anteriors. Això va fer que el català fos la llengua predominant a la zona fins al tombant del segle xv.
El 1305, pel Tractat d'Elx, el rei Jaume el Just va tornar a Castella gran part del territori conquerit, romanent les comarques de la vall del Vinalopó, l'Alacantí, i la Vega Baixa en el Regne de València. La Taifa de Múrcia, va passar a denominar-se amb la conquesta Regne de Múrcia, sense menyspreu a la seua situació anterior perquè les taifes eren també regnes i la ciutat de Cartagena dins del Senyoriu de Cartagena, encara que en un principi governada pels "adelantados" del Regne de Múrcia, posteriorment va ser administrada directament per la Corona de Castella, que eren al seu torn reis de Múrcia. El Regne de Múrcia va perdurar amb tal denominació fins al 1833. L'Estatut d'Autonomia de la Regió de Múrcia va ser aprovat el 1982 després de la constitució de l'estat de les autonomies.

## Geografia física

### Relleu

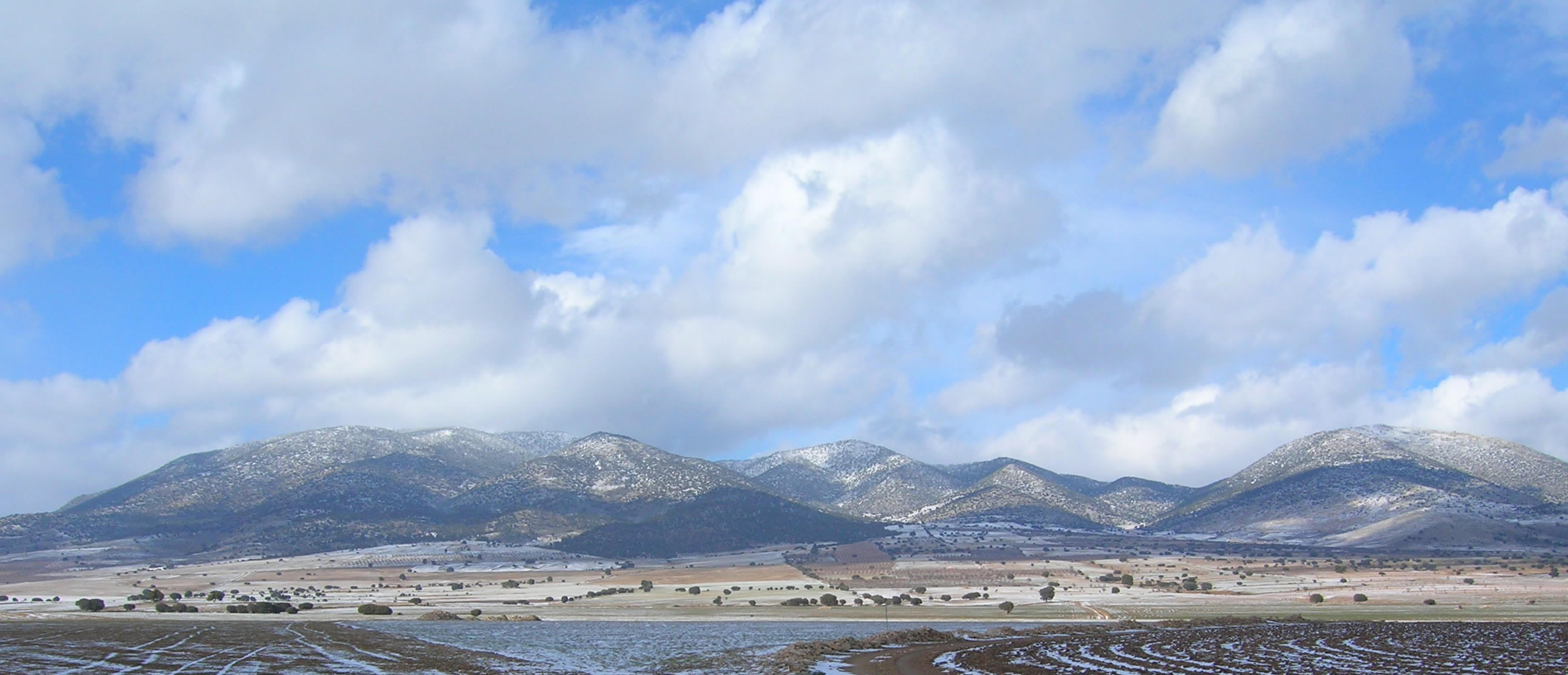
Cara sud del massís de Revolcadores

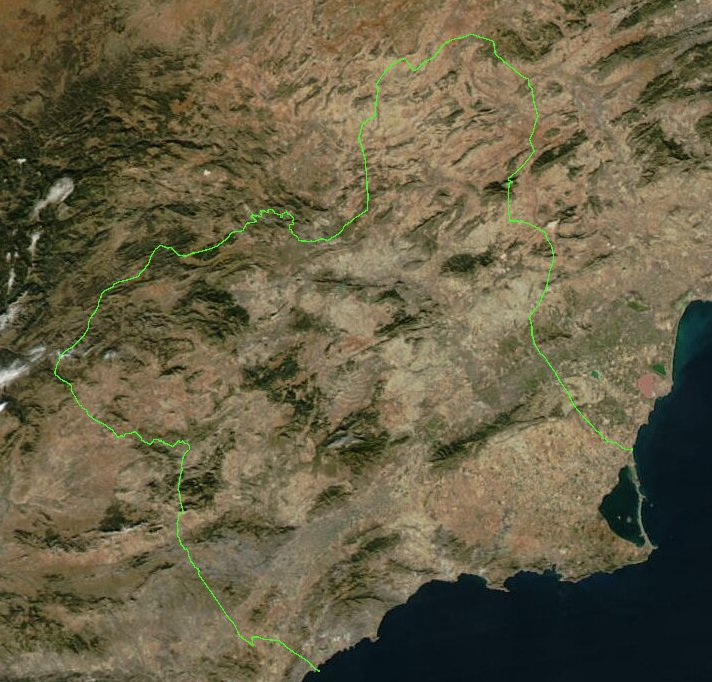
Vista per satèl·lit de la regió de Múrcia

La regió se situa en l'extrem oriental de les Serralades Bètiques i es veu influïda per la seua orografia. Aquestes serralades es dividixen al seu torn en les serralades Prebètica, Subbètica i la Penibètica (de nord a sud).
Tradicionalment s'ha considerat que el pic de Revolcadores, pertanyent al massís de Revolcadores, era el més alt de la regió de Múrcia, amb 2.027 metres d'altura; però en els mesuraments dels últims mapes del SNIG (Servici Nacional d'Informació Geogràfica d'Espanya) Revolcadores figura amb 1.999 m i és una cima del mateix massís, lleugerament més septentrional, la més elevada: Els Bisbes, amb 2.015 m d'altitud.
Aproximadament el 27% del territori murcià correspon a relleus muntanyosos, el 38% a depressions intramuntanyeses i valls corredores, i el 35% restant a planes i altiplans.

### Climatologia
La regió de Múrcia gaudeix d'un clima mediterrani de tipus semiàrid, amb uns hiverns suaus (11º de mitja en desembre i gener) i uns estius calorosos (amb màximes de 40º). La temperatura anual mitjana és de 18º.
Amb unes precipitacions escasses d'uns 300 a 350 mm per any, la regió té entre 120 i 150 dies a l'any on el cel està totalment aclarit. abril i octubre són els mesos amb més precipitacions, sent freqüents les trombes d'aigua en un sol dia.
La distància respecte al mar i el relleu fa que existixen diferències tèrmiques entre la costa i l'interior, sobretot a l'hivern. Mentre que al litoral les temperatures rares vegades descendixen de 10º, en les comarques de l'interior no se sol sobrepassar els 6 °C i les seues precipitacions són majors (fins a 600 mm).
La ciutat de Múrcia posseïx el rècord de temperatura del segle xx d'Espanya. Van ser els 47,2° del 4 de juliol de 1994. L'hivern de 2005 va ser el més fred en molt de temps, arribant inclús a nevar en el litoral murcià.

### Hidrografia

#### Rius

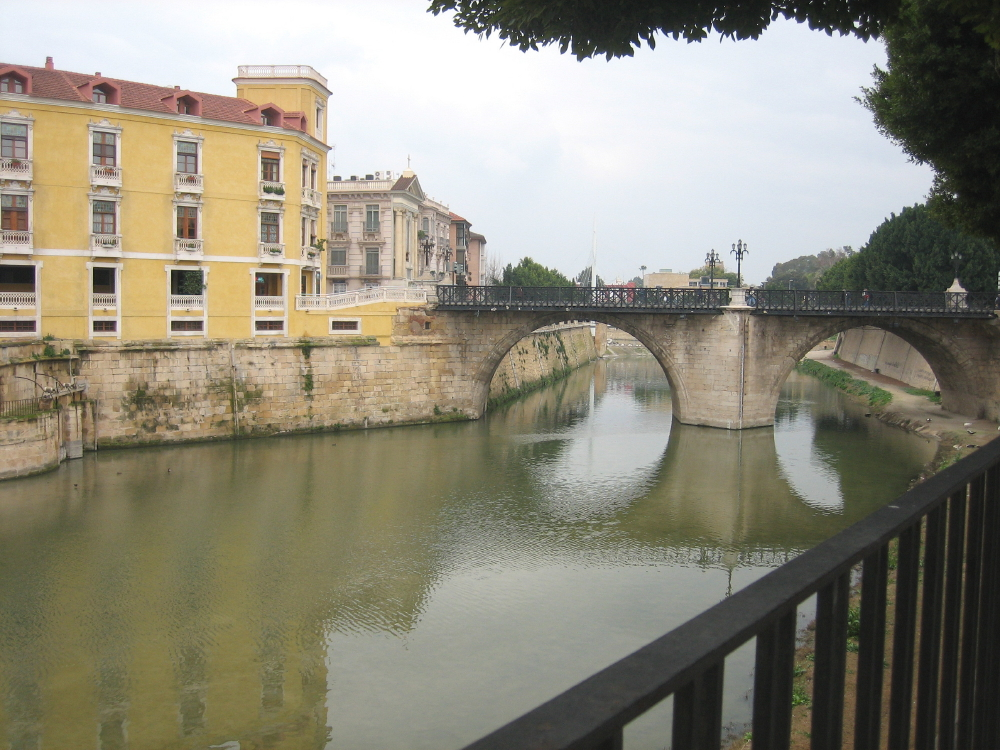
El Segura al seu pas pel pont vell de la capital murciana.

La xarxa hidrogràfica de la regió es compon del Segura i dels seus afluents:
- Riu Mundo (que naix en Albacete), és el que li aporta un major cabal.
- Riu Alhárabe i el seu afluent, el Benamor.
- Riu Mula.
- Riu Guadalentí, Sangonera o Reguerón (que naix aigües dalt de Llorca, Múrcia).

Degut a la incapacitat d'abastiment que pateix la Conca del Segura es fan necessàries les aportacions que a esta conca provenen de la conca del Tajo, mitjançant el Transvasament Tajo-Segura. També cal dir que des del govern central espanyol es van dissenyar diversos projectes per a dotar a la zona de major quantitat de recursos hidrogràfics, els quals preveien altres transvasaments, com ara des del Riu Ebre, i la dessalatge d'aigua marina. Aquestes opcions s'articularen entorn del Pla Hidrològic Nacional (PHN) i "Plan AGUA".

#### Mars

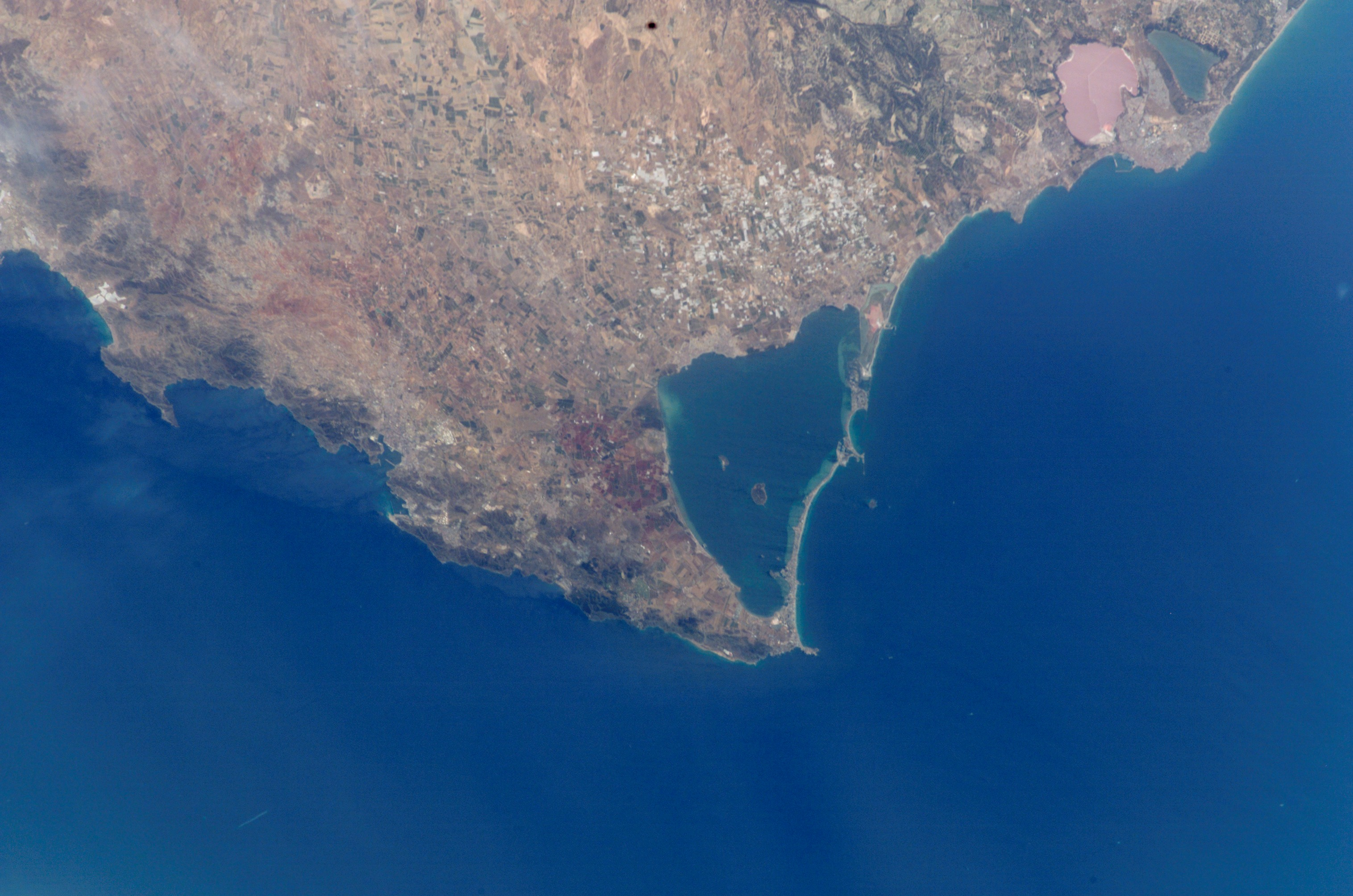
Vista per satèl·lit del Mar Menor

A més en la regió es troba el llac natural més gran d'Espanya: l'albufera del Mar Menor. És una llacuna d'aigua salada, situada junt amb el Mar Mediterrània. Les seues especials característiques ecològiques i naturals fan del Mar Menor un paratge natural únic i el llac d'aigua salada més gran d'Europa. De forma semicircular, està separat del Mar Mediterrani per una franja d'arena de 22 km de longitud i entre 100 i 1200 m d'amplària, denominada La Manga del Mar Menor. La llacuna ha sigut designada per nacions Unides com Zona Especialment Protegida d'Importància per al Mediterrani. En el seu perímetre litoral compta amb 73 km de costa en què es van succeint platges d'aigües transparents i poc profundes (la profunditat màxima no és superior a 7 metres), i amb 170 km² de superfície.

## Política i govern

### Les institucions
L'Estatut d'Autonomia de la Regió de Múrcia va ser aprovat el 1982. Estableix que els òrgans institucionals de la Regió de Múrcia són:

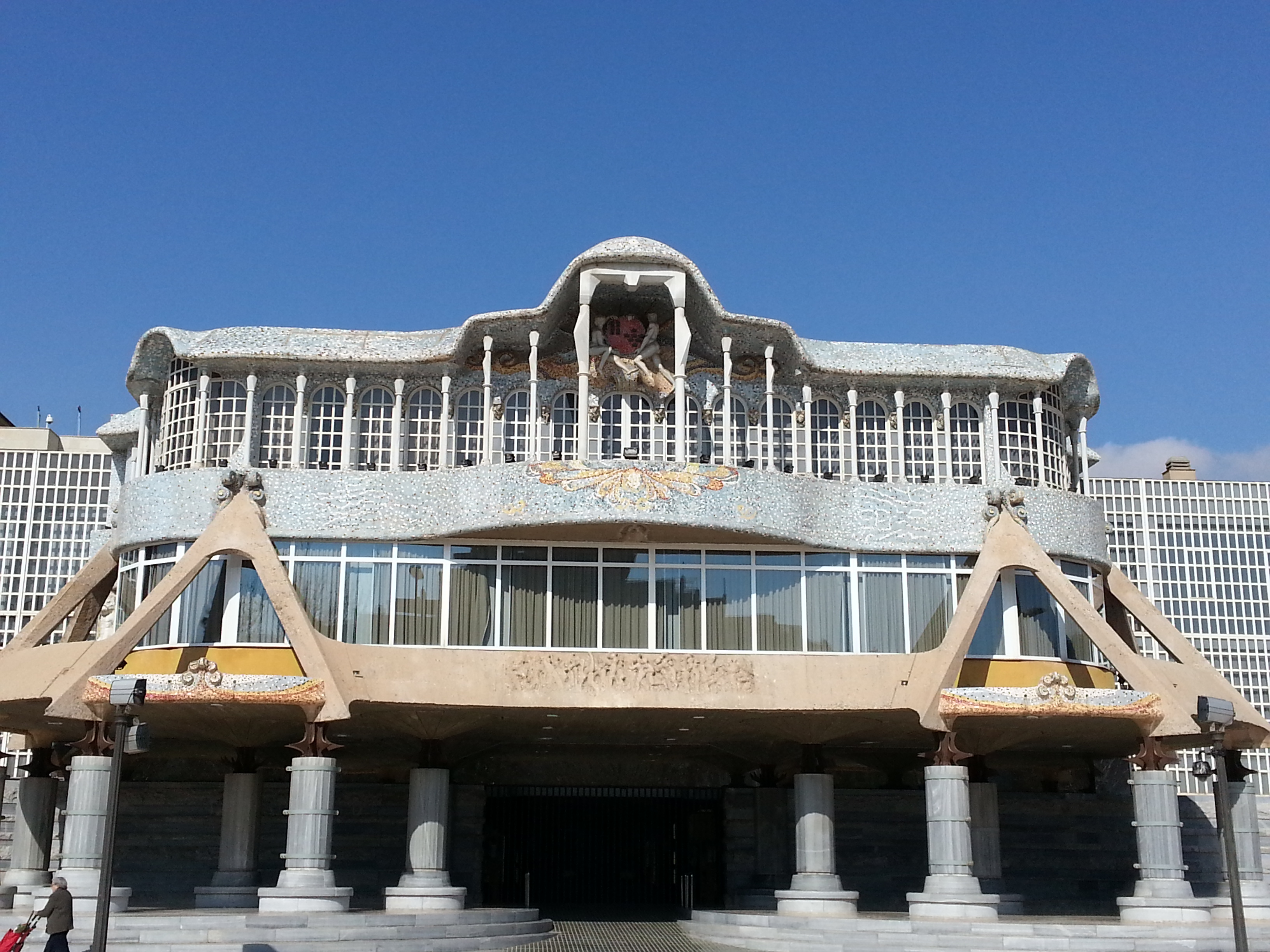
Parlament de la Regió de Múrcia, a Cartagena.

- l'Assemblea Regional, representant del poble murcià, i òrgan sobre el qual recau la potestat legislativa. Té la seu a la ciutat de Cartagena. Està integrada per diputats regionals electes per sufragi universal per mitjà de la representació proporcional per un període de quatre anys. La llei estableix que el nombre de diputats no serà inferior a 45 ni superior a 55. Actualment en té 45;
- el President de la Regió de Múrcia, és el cap de l'executiu, representant suprem de la Regió, que alhora ostenta l'ordinària de l'Estat espanyol al territori. És elegit per majoria absoluta en la primera convocatòria o per majoria simple en les subsegüents, per l'Assemblea Regional d'entre els seus membres i nomenat pel rei d'Espanya. El president dirigeix i coordina l'acció del Consell del Govern, i en designa els membres;
- el Consell de Govern, l'òrgan col·legiat que dirigeix la política regional en les funcions executives i administratives de la regió. Està integrat pel president, el vicepresident i els consellers que el president nomena lliurement.

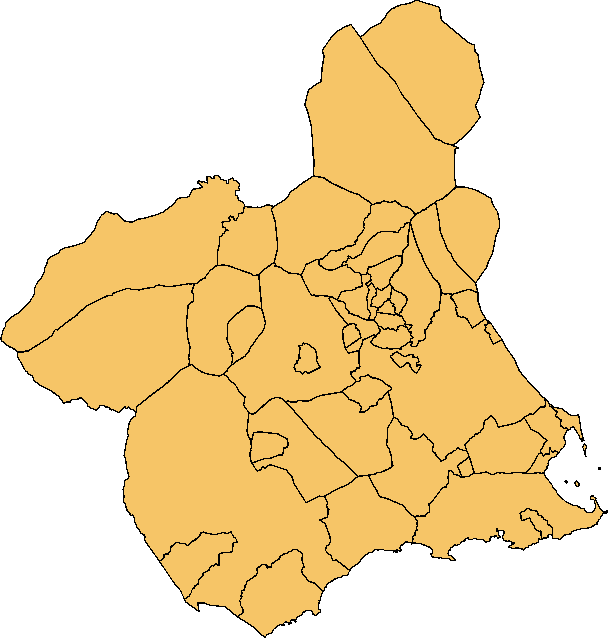
Mapa municipal

### Divisions administratives
La regió de Múrcia està dividida en 45 municipis. Uns quants municipis freguen o fins i tot superen els 1.000 icm d'extensió, Llorca (1.676 icm) és el segon municipi més extens d'Espanya després del terme municipal de Càceres, en Extremadura. Per este motiu, és comú la divisió dels municipis en pedanias. El municipi de Múrcia posseïx 54 pedanies, moltes de les quals estan més habitades que molts dels municipis de l'interior de la península Ibèrica. El municipi de Cartagena, això no obstant, no se subdividix en pedanies, sinó en 24 diputacions.
La Regió de Múrcia també se subdivideix en comarques, encara que s'han definit de manera natural i no gaudeixen de cap personalitat jurídica ni política per a la gestió dels seus interessos.

## Demografia

### Dinàmica poblacional

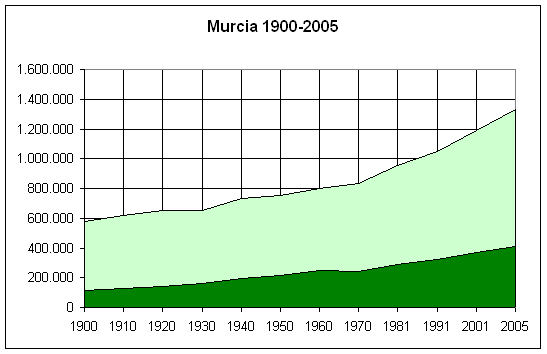
Evolució demogràfica per decennis i 2005. En verd clar, la regió; en verd obscur, la capital.

La Regió de Múrcia té una població d'1.467.288 habitants (INE 2015), dels quals quasi un terç (29,98%) viu al municipi de Múrcia. Representa el 3,15% de la població espanyola. A més, després de Ceuta i Melilla, té el creixement vegetatiu més alt (5,52 por mil habitants) i també la taxa de natalitat més elevada del país.
- Taxa de natalitat (2004): 13,00 per 1.000
- Taxa de mortalitat (2004): 7,48 per 1.000
- Esperança de vida en nàixer (2002): 
  - Homes: 76,01 anys
  - Dones: 82,00 anys

En el període 1991-2005 la població murciana va créixer en un +26,06%, davant al +11,85% que havia crescut el conjunt nacional. Un 12,35% dels seus habitants són de nacionalitat estrangera segons el cens INE 2005, quatre punts per damunt de la mitjana espanyola. Les colònies d'immigrants més importants són l'equatoriana (33,71% del total d'estrangers), la marroquina (27,13%), la britànica (5,95%), la boliviana (4,57%) i la colombiana (3,95%).
| Població    | 256.977 | 380.969 | 451.611 | 491.436 | 577.987   | 615.105   | 638.639   | 645.449   | 719.701   |
| Percentatge | 2,50%   | 2,46%   | 2,72%   | 2,80%   | 3,10%     | 3,08%     | 2,99%     | 2,73%     | 2,77%     |
|             | 1950    | 1960    | 1970    | 1981    | 1991      | 1996      | 1999      | 2001      | 2005      |
| Població    | 756.721 | 800.463 | 832.313 | 957.903 | 1.059.612 | 1.097.249 | 1.131.128 | 1.190.378 | 1.335.792 |
| Percentatge | 2,69%   | 2,62%   | 2,45%   | 2,54%   | 2,69%     | 2,81%     | 2,77%     | 2,90%     | 3,03%     |

### Municipis més poblats

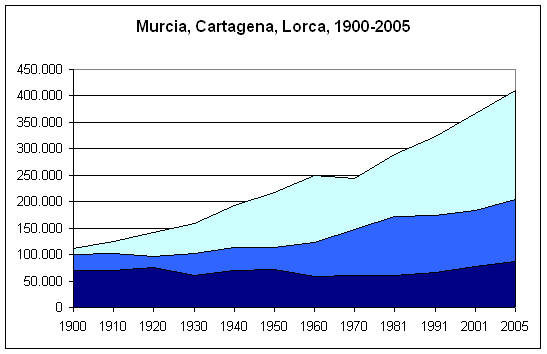
Evolució demogràfica dels tres principals municipis de la regió: Llorca (blau obscur), Cartagena (medi) i Múrcia (clar), 1900-2005.

Els municipis de més de 25.000 habitants segons el padró de l'INE de 2015 són:
1. Múrcia	(439.889)
2. Cartagena	(216.301)
3. Llorca	(91.714)
4. Molina de Segura	(69.331)
5. Alcantarilla	(41.021)
6. Cieza	(35.115)
7. Águilas (34.772)
8. Torre Pacheco	(34.469)
9. Iecla	(34.100)
10. Massarró	(32.150)
11. San Javier	(31.915)
12. Totana	(30.919)
13. Caravaca de la Cruz (25.851)
14. Jumella	(25.484)
15. Alhama de Múrcia	(22.077)

### Llengua
La llengua oficial de la Regió de Múrcia és el castellà i és l'única que té reconeixement. No obstant això, la llengua històrica, local, tradicional, popular i rural és allò que en filologia rep pròpiament el nom de "dialecte murcià", una variant que es va imposar a la zona després de tres segles de predomini del català, la llengua dels primers repobladors cridats per Jaume I.
Hi ha unes altres dues llengües que es parlen en la Regió de Múrcia, encara que bé de forma molt minoritària: són el caló (parlat per l'ètnia gitana) i el valencià alacantí (parlat únicament al sector oriental del paratge de la Serra del Carxe —que engloba diverses pedanies dels municipis de Iecla, Jumella i Favanella—, a causa d'una repoblació, al segle xviii i XIX, de llauradors alacantins provinents de la comarca de les valls del Vinalopó.

## Economia
La regió ha estat tradicionalment agrícola a causa del seu bon clima i les seues terres fèrtils. No obstant això, a causa de les sequeres dels anys 1990, la construcció i el turisme s'han convertit en les bases de l'economia murciana. Així i tot l'agricultura continua sent un motor important de desenvolupament en la regió, la qual és considerada l'Horta d'Europa.
També són rellevants un altre tipus d'indústries com la conservera, la del moble o la naval.

### Vies de comunicació
- Aeroport de San Javier.

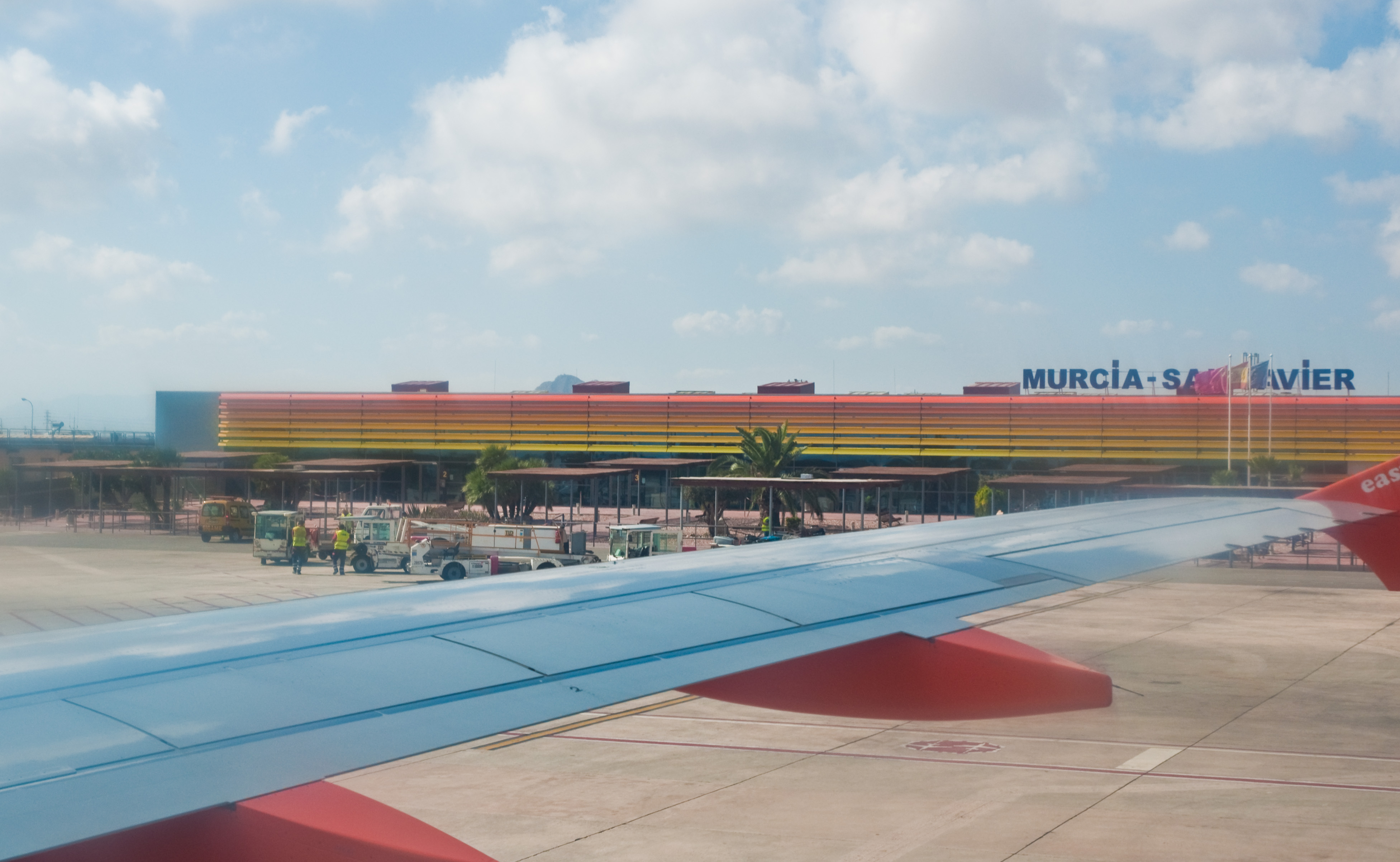
Imatge exterior del Aeroport de San Javier.

- Aeroport de Corvera (Múrcia) (en projecte).
- Port marítim de Cartagena.

### Mitjans de comunicació. Premsa, ràdio i televisió
La Regió de Múrcia compta amb tres periòdics diaris: La Verdad, La Opinión i El Faro.
Pel que fa als canals de televisió digitals autonòmics, la regió emet quatre canals diferents:
- 7 regió de Múrcia, és la televisió pública autonòmica, dirigida per la Radiotelevisió de la regió de Múrcia
- Televisió Murciana (TVM)
- Canal 6, pertanyent al diari La Verdad
- Televisió Popular de la regió de Múrcia (Popular TV)

## Cultura

### Parla
L'origen del murcià està als segles XII, XIV i XV quan el romanç andalusí local de la Vega del Segura va rebre influències lingüístiques de l'aragonès, l’occità i el català, i posteriorment del castellà —situació de castellanització que prossegueix fins avui dia. Presenta, a més, préstecs lèxics del valencià i del francès. (GARCÍA SORIANO: 1932)

### Universitats
Les universitats de Múrcia són: 

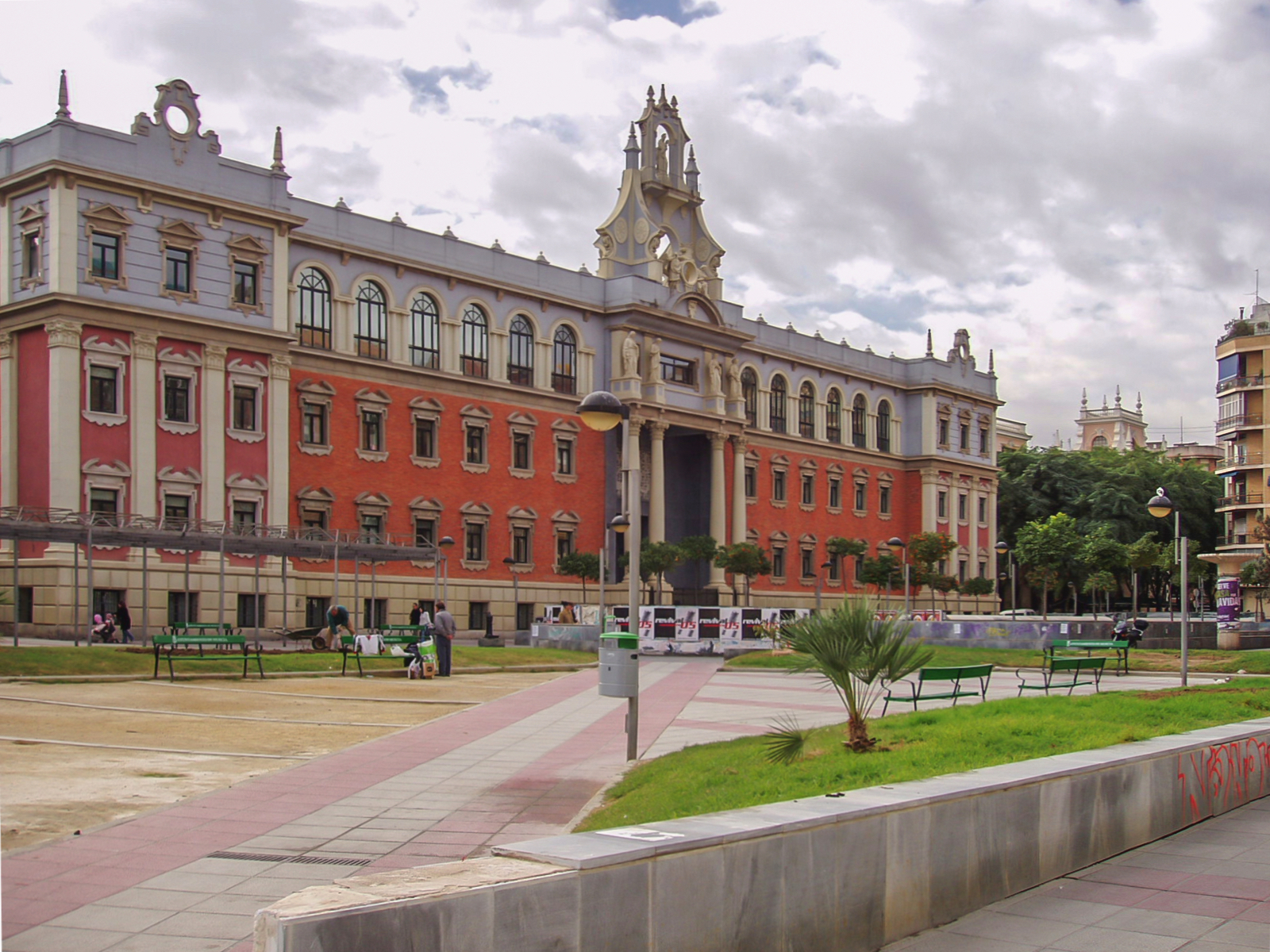
Campus de la Merced

- Universitat de Múrcia (UMU): fundada el 1912, és la universitat pública de la ciutat. Està formada per quatre campus (el de la Merced, el d'Espinardo, el de Ciencias de la Salud i el de San Javier) en els que estudien més de 30.000 alumnes.
- Universitat Politècnica de Cartagena (UPCT): és una de les quatre universitats politècniques d'Espanya.
- Universitat Catòlica Sant Antoni de Múrcia (UCAM): universitat privada fundada el 1996.

### Festes
Les festivitats autonòmiques són:
- 19 de març: Diada de Sant Josep.
- 8 d'abril: Dijous Sant.
- 9 de juny: Dia de la regió de Múrcia,[7] coincidint amb la data de la Llei Orgànica de l'Estatut d'Autonomia.

A més, cal afegir les festes nacionals i dues festes locals (pròpies de cada municipi). També, en algunes ciutats se celebra la festa dels moros i cristians.
Hi ha diverses festes declarades d’'Interés Turístic Internacional:
- Festes de la Santíssima i Vera Cruz, en Caravaca
- Setmana Santa a Llorca i a Cartagena
- Enterrament de la Sardina
- Setmana Santa a Múrcia
- Ban de l'Horta

D'altres són d'Interés Turístic Nacional:
- Carnestoltes d'Águilas
- Festes de Carthagineses i Romans, celebrada durant la segona quinzena de setembre en Cartagena, rememoren la fundació de la ciutat per Àsdrubal Barca en el 217 aC i el seu posterior presa a les mans d'Escipió.
- Setmana Santa en Jumella
- Festival del Cant de les Mines de La Unión
- Festes Patronals en Honor a la Puríssima Concepció, en Iecla.

A més a més moltes altres tenen la declaració d'Interés Turístic Regional.

## Turisme

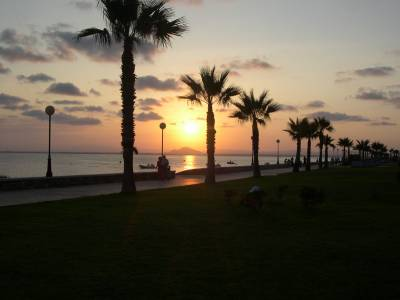
La Manga del Mar Menor.

La situació de la regió de Múrcia, al sud-est de la península Ibèrica, la fa propensa al turisme de sol i platja. La costa murciana, anomenada la Costa Càlida, té una extensió de 170 km, on s'alternen platges petites i cales amb penya-segats. Amb "mar propi", el "Mar Menor", les seves platges són calentes i serenes. Com a separació entre aquest llac salat i el Mar Mediterrani, s'alça La Mànega del Mar Menor. De les 192 platges classificades en la regió, 21 estan qualificades amb bandera blava.
A més, Caravaca de la Cruz, situada al nord-oest de la regió, en una plana crida del Camp, és una de les cinc "Ciutats Santes" del catolicisme junt amb Roma, Jerusalem, Santiago de Compostel·la i Liébana.

## Miscel·lània
- Quasi cent murcians van morir en camps de concentració nazis.[9]
- La regió de Múrcia, Cantàbria i Catalunya són les úniques comunitats autònomes que no tenen cap bou d'Osborne.
- Unitats tradicionals de mesura: la atahúlla/tahúlla que equival a 1.118 metres quadrats.